# 迈克·怀特黑德
迈克·怀特黑德（英語：Mike Whitehead，1975年11月25日—），加拿大男子轮椅橄榄球运动员。他曾代表加拿大参加2004年、2008年和2012年夏季残疾人奥林匹克运动会轮椅橄榄球比赛，获得二枚银牌和一枚银牌。